# Skënderaj

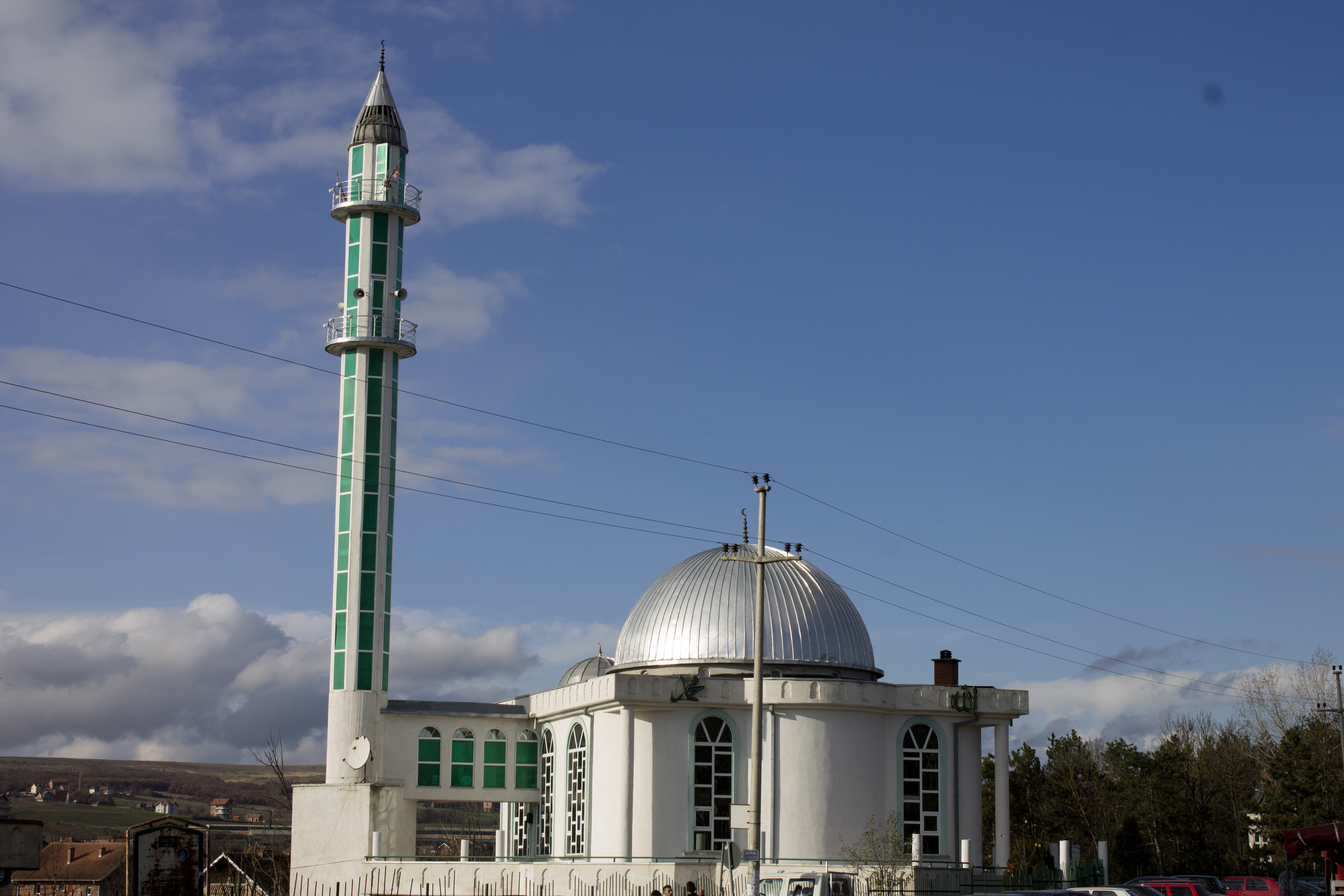
Mosken i Skenderaj.

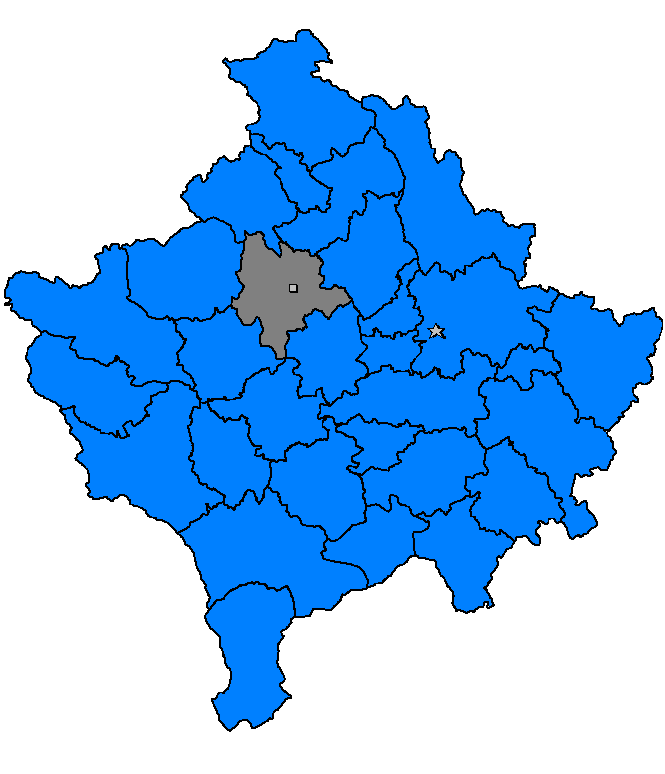
Lokaliseringskarta.

Skënderaj (albanska: Skënderaj med böjningsformen Skënderaji; serbiska: Србица, Srbica) är en stad i regionen Drenica i Kosovo. Det är den största staden vid floden Drenica och i regionen med samma namn. 2011 bodde det 51 317 invånare i Skënderaj kommun varav 98,5 procent var albaner. Skënderaj tillhör Mitrovica-distriktet.
Skënderaj är en av Kosovos fattigaste städer och har stora problem med bland annat arbetslöshet och avloppssystemet. Under kriget 1998-1999 blev staden även svårt förstörd av den serbiska krigsmakten.  
Skenderaj är där Adem Jashari växte upp.                  